# 平林佐和子
平林 佐和子（ひらばやし さわこ）は、日本の小説家・脚本家。東京都出身。小山高生率いるぶらざあのっぽに所属したのち、現在はフリーランス。2007年、PSP用ソフト「涼宮ハルヒの約束」でデビュー。

## 参加作品

### テレビアニメ
2009年
- アキカン!（脚本）

2010年
- 屍鬼（脚本）

2011年
- 緋弾のアリア（脚本）
- 君と僕。（脚本）

2012年
- 君と僕。2（脚本）
- あらしのよるに 〜ひみつのともだち〜（脚本）
- 黒子のバスケ（脚本）
- となりの怪物くん（脚本）

2013年
- 私がモテないのはどう考えてもお前らが悪い!（脚本）
- ロウきゅーぶ!SS（脚本）
- 黒子のバスケ 2nd season（2013年 - 2014年、脚本）

2014年
- オレカバトル（2014年 - 2015年、脚本）
- オオカミ少女と黒王子（シリーズ構成・脚本）

2015年
- 黒子のバスケ 3rd season（脚本）

2016年
- ハンドレッド（脚本）

2020年
- ヒーリングっど♥プリキュア（脚本）
- ラブライブ!虹ヶ咲学園スクールアイドル同好会（脚本）
- 100万の命の上に俺は立っている（2020年 - 2021年、脚本）

2021年
- ホリミヤ（脚本）

2022年
- デリシャスパーティ♡プリキュア（シリーズ構成・脚本）

2024年
- 外科医エリーゼ（脚本）
- 歴史に残る悪女になるぞ（シリーズ構成・脚本）
- 妻、小学生になる。（シリーズ構成・脚本）
- わんだふるぷりきゅあ!（脚本）

2025年
- UniteUp! -Uni:Birth-（脚本）

### ゲーム
- 涼宮ハルヒの約束 (2007年)
- とらドラ・ポータブル! (2009年)

### ドラマCD
- 初恋限定。 キャラクターファイル Vol.1 江ノ本慧&土橋りか
- 初恋限定。 キャラクターファイル Vol.3 別所小宵&千倉名央
- 初恋限定。 キャラクターファイル Vol.4 有原あゆみ&安藤そあこ

### 小説
2008年
- 美少女戦隊デュエルーゼ（8月 メガミ文庫）- 原作・構成：井上敏樹

2009年
- 美少女戦隊デュエルーゼ スカーレット・ソルジャー・ソリテュード（2月 メガミ文庫）- 原作・構成：井上敏樹
- 小説 初恋限定。 ウィンター・フォトグラフィー（3月 ジャンプ ジェイ ブックス）- 原作：河下水希
- SKET DANCE extra dance 1 真説! 学園七不思議（11月 ジャンプ ジェイ ブックス）- 原作：篠原健太

2010年
- SKET DANCE extra dance 2 生徒会の事件簿 ～クック・シェル事件～（7月 ジャンプ ジェイ ブックス）- 原作：篠原健太

2011年
- 黒子のバスケ Replace（3月 ジャンプ ジェイ ブックス）- 原作：藤巻忠俊
- 黒子のバスケ Replace II キセキの学園祭（12月 ジャンプ ジェイ ブックス）- 原作：藤巻忠俊

2012年
- 黒子のバスケ Replace III ひと夏のキセキ（9月 ジャンプ ジェイ ブックス）- 原作：藤巻忠俊

2013年
- 黒子のバスケ Replace IV 1/6のキセキ（8月 ジャンプ ジェイ ブックス）- 原作：藤巻忠俊

2014年
- 黒子のバスケ Replace V ふぞろいのエースたち（5月 ジャンプ ジェイ ブックス）- 原作：藤巻忠俊

2015年
- テイルズ オブ ゼスティリア（5月 - 8月 ファミ通文庫 上下巻）- 原作：バンダイナムコエンターテインメント
- 黒子のバスケ Replace VI キセキの遠征（9月 ジャンプ ジェイ ブックス）- 原作：藤巻忠俊

2016年
- 黒子のバスケ ウインターカップ総集編 影と光（9月 ジャンプ ジェイ ブックス）- 原作：藤巻忠俊

2017年
- 劇場版黒子のバスケ LAST GAME（3月 ジャンプ ジェイ ブックス）- 原作：藤巻忠俊

2018年
- センセイ君主 映画ノベライズみらい文庫版（7月 集英社みらい文庫）- 原作：幸田もも子／脚本：吉田恵里香
- 映画ニセコイ（12月 ジャンプ ジェイ ブックス）- 原作：古味直志／脚本：小山正太、杉原憲明

2021年
- るろうに剣心 最終章 The Final 映画ノベライズみらい文庫版（4月 集英社みらい文庫）- 原作：和月伸宏／脚本：大友啓史
- 小説 100万の命の上に俺は立っている 〜死出の旅編〜（7月 講談社KCDXラノベ）- 山川直輝（原作）、奈央晃徳（イラスト・原作）
- ふわふわフレンズ きみがくれたまほう（12月 学研プラス）- 共著：ささきあり、深海ゆずは／監修：今泉忠明

### 朗読劇
- 電撃文庫 秋冬の陣 de デュラララヴァーズ in中野 ミニドラマ『聖地巡礼』
- デリシャスパーティ♡プリキュア感謝祭